# Prunus moritziana
Prunus moritziana — вид квіткових рослин з родини трояндових (Rosaceae). Ареал охоплює такі країни: Колумбія, Еквадор, Перу, Венесуела.

## Середовище
Поширений у діапазоні висот від 250 до 2900 метрів. Росте в передгірських та гірських вічнозелених (хмарних) омброфільних лісах, хоча його також спостерігали на ділянках, що використовувалися для посіву пасовищ та інших сільськогосподарських потреб. Слива перебуває під загрозою через вирубку лісів та фрагментацію середовища існування через наявність доріг, міську забудову, а також сільськогосподарське та тваринницьке господарство в межах її ареалу.

## Морфологічний опис
Це дерево заввишки до 20 метрів.